# جاليانو أترنو
جاليانو أترنو (بالإيطالية: Gagliano Aterno)‏ هي بلدية في مقاطعة لاكويلا في إقليم أبروتسو الإيطالي.

## السكان
في سنة 1861 بلغ عدد السكان 1٬804 نسمة، وتطور العدد ليصل في سنة 2011 لـ 255 نسمة.
يظهر هذا المخطط البياني تطور النمو السكاني لـ جاليانو أترنو

## توأمة
لجاليانو أترنو اتفاقيات توأمة مع:
- هاميلتون